# Ваља Скеилор (Прахова)
Ваља Скеилор (рум. Valea Scheilor) насеље је у Румунији у округу Прахова у општини Калугарени. Oпштина се налази на надморској висини од 253 m.

## Становништво
Према подацима из 2002. године у насељу је живело 186 становника, од којих су сви румунске националности.